# Yantian

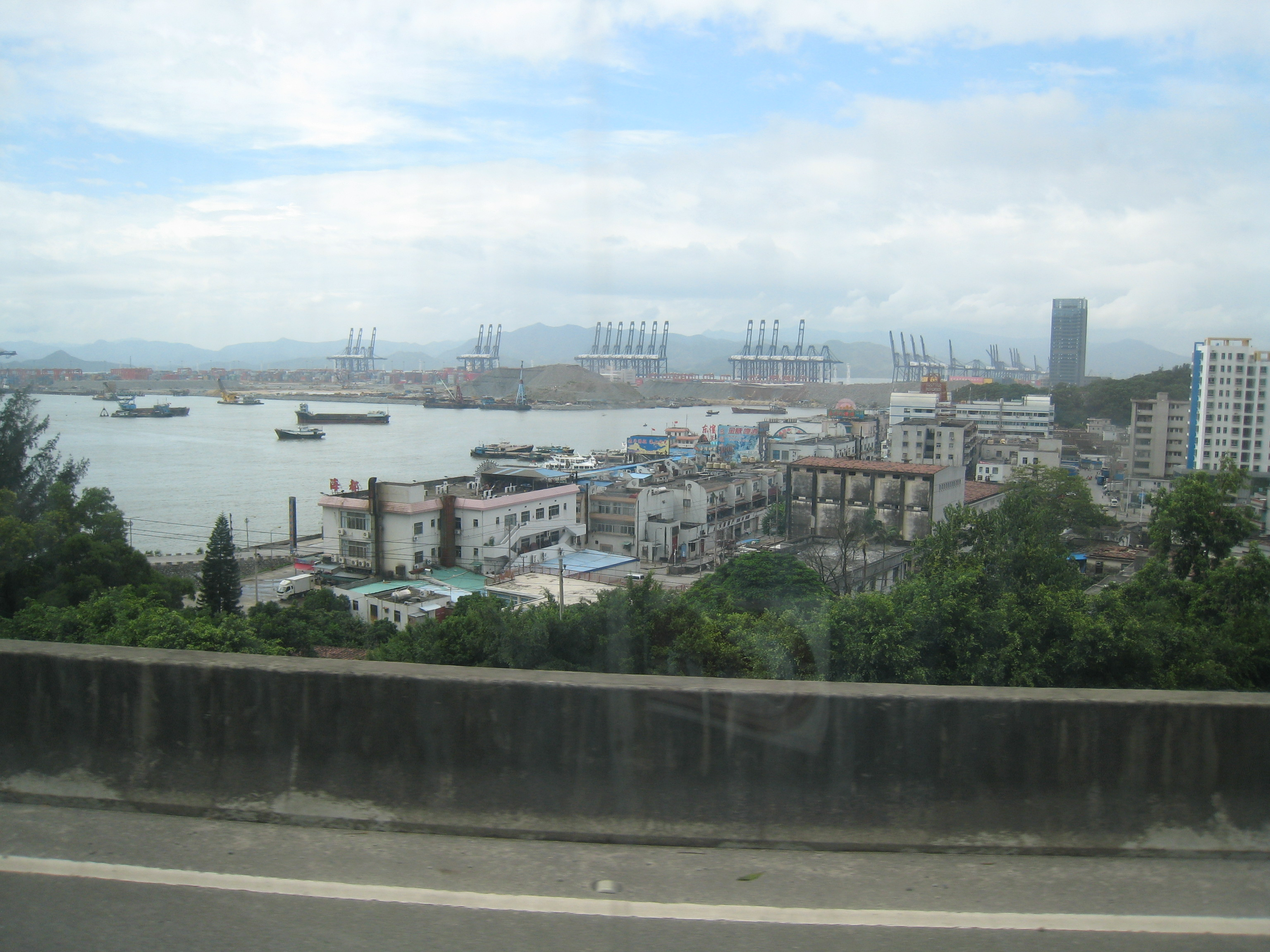
Zicht op de haven van Yantian vanuit de snelweg

Yantian is een district van stadsprefectuur Shenzhen in de provincie Guangdong in China. Het oosten van Yantian grenst aan de subdistricten Kuichong en Dapeng van het district Longgang. Het westen van Yantian grenst aan het district Luohu.
Yantian heeft een oppervlakte van 72,63 km² en is verdeeld in vier subdistricten:
- Meisha 梅沙街道
- Yantian (subdistrict) 盐田街道
- Shatoujiao 沙头角街道
- Haishan 海山街道

Twee van Shenzhens beroemdste stranden, Dameisha (大梅沙) en Xiaomeisha (小梅沙), liggen in Yantian aan de Dapeng Wan.

## Demografie
De bewoners die al gedurende meer dan vier generaties in Yantian wonen zijn van Hakka afkomst en spreken een Hakka dialect dat Bao'an-Hakka genoemd wordt.
Het leefmilieu van Yantian is in de laatste tien jaar flink verbeterd. Twintig jaar geleden stond er nog een fabriek die stoffen kleurde en het afvalwater in de zee loosde. Nu bestaat die fabriek niet meer.